# Trichozoma
Trichozoma là một chi bướm đêm thuộc họ Geometridae.